# Tobias Anselm
Tobias Anselm (* 24. Februar 2000) ist ein österreichischer Fußballspieler.

## Karriere

### Verein
Anselm begann seine Karriere beim SV Kirchbichl. 2011 wechselte er zum FC Kufstein. 2013 kam er in die Akademie des FC Red Bull Salzburg. Im April 2017 spielte er erstmals für die U-18-Mannschaft der „Bullen“.
Im September 2017 debütierte er für das Farmteam FC Liefering in der zweiten Liga, als er am zwölften Spieltag der Saison 2017/18 gegen den FC Blau-Weiß Linz in der 80. Minute für Nicolas Meister eingewechselt wurde. Nach drei Spielzeiten, in denen er zu 44 Zweitligaeinsätzen kam, verließ er Liefering nach der Saison 2019/20.
Daraufhin wechselte er zur Saison 2020/21 zum Bundesligisten LASK, bei dem er einen bis Juni 2023 laufenden Vertrag erhielt. Die Oberösterreicher verliehen ihn allerdings direkt an den Ligakonkurrenten WSG Tirol. Nach zwei Jahren bei der WSG, in denen er zu 34 Einsätzen in der Bundesliga kam, in denen er sieben Tore erzielte, kehrte er zur Saison 2022/23 zum LASK zurück. Die Saison 2022/23 verpasste er verletzt komplett. In der Saison 2023/24 spielte er bis zur Winterpause dann nur für die LASK Amateure OÖ.
Im Jänner 2024 wurde er anschließend nach Deutschland an den Drittligisten Viktoria Köln verliehen. Während der Leihe kam er zu zehn Einsätzen in der 3. Liga, in denen er zweimal traf. Zur Saison 2024/25 kehrte er nicht mehr nach Linz zurück, sondern wechselte fest zur WSG Tirol.

### Nationalmannschaft
Anselm spielte im November 2014 erstmals für eine österreichische Jugendnationalauswahl. Im September 2015 verbuchte er seinen ersten Einsatz für die U-16-Auswahl.
Im September 2018 debütierte er gegen Schweden für die U-19-Mannschaft. Im März 2021 gab er gegen Saudi-Arabien sein Debüt für die U-21-Auswahl.